# Правителі Галичини
У списку вказані правителі Галичини від часу утворення окремих князівств 1084 року під владою Ростиславичів до розпаду Австро-Угорщини.

## Ростиславичі

Галицьке князівство

- Рюрик Ростиславич 1084-1092, князь перемиський
- Володар Ростиславич князь звенигородський (1085-1124) та перемиський (1092-1124)
- Василько Ростиславич 1084—1124 син Ростислава Володимировича, князь теребовельський
- Ростислав Володарович 1124-1128, князь перемиський
- Іван Василькович 1124—1141 князь галицький
- Володимирко Володарович князь звенигородський (1124—1128), князь перемиський (1128—1141), галицький (1141—1153), перший князь об'єднаного Галицького князівства
- Ярослав I Осмомисл 1153—1187
- Олег Ярославич 1187
- Володимир Ярославич 1187—1188
- Володимир Ярославич 1189—1199, вдруге

## Галицько-Волинське королівство (Королівство Русі)
- Роман Мстиславич 1199—1205 вдруге
- Данило I 1205—1206

Галицько-Волинське князівство

- Володимир Ігорович 1206—1208 (X) з чернігівських князів
- Роман Ігорович 1208—1209 брат Володимира (X)
- Ростислав Рюрикович 1210 (XII), син Рюрика київського
- Роман Ігорович 1210 (X), вдруге
- Володимир Ігорович 1210—1211 (X), вдруге
- Данило I 1211—1212 (XII), вдруге
- Мстислав I Німий 1212—1213 (XI), з князів волинських
- Володислав Кормильчич 1213—1214 боярин галицький
- Коломан II 1214—1219 королевич угорський
- Мстислав II Удатний 1219 (XI), з князів києво-смоленських
- Коломан II 1219—1221? вдруге
- Мстислав II Удатний 1221?—1228 (XI), вдруге
- Андрій ІІІ 1228—1230 королевич угорський
- Данило I 1230—1232 (XII), втретє
- Андрій ІІІ 1232—1233 королевич угорський, вдруге
- Данило I 1233–1235 (XII), вчетверте
- Михайло Михайлович 1236 син Михайла (XII), з князів чернігівських
- Ростислав Михайлович 1236—1238 син Михайла (XI), з князів чернігівських
- Андрій II 1189–1190 Титулярний «король Галичини та Володимирії»[1].
- Коломан Галицький 1215–1221 Титулярний «король Галичини та Володимирії».
- Андрій ІІІ 1228–1234 Титулярний «король Галичини та Володимирії»[2].[3]
- Данило Романович 1238–1264 князь Галицький, король Русі (1253—1264), Великий князь Київський
- Шварно Данилович 1264–1269 князь Галицький, король Русі, Великий князь Литовський
- Лев I Данилович 1269–1301 король Русі, Великий князь Київський, князь Галицький, князь Володимирський
- Юрій I Львович, Романовичі 1301–1308 Король Русі, князь Галицький, князь Ладимирії
- Андрій I Юрійович, Романовичі 1308–1323 Король Русі, соправитель королівства Русі, князь Волинський та Володимирський.
- Лев II Юрійович, Романовичі 1308–1323 Король Русі, соправитель королівства Русі, князь Галицький
- Юрій ІІ Болеслав, П'ясти 1325–1340 Король Русі, князь Галицький, князь Володимирський
- Любарт Гедимінович, Ґедиміновичі 1340–1350 володар Галицько-Волинського королівства, князь Галицький, Великий князь Волинський

## Правителі Польщі та Речі Посполитої - Королі та князі Руські[4]
- Казимир III Великий 1349-1370
- Ядвіга Анжуйська 1387-1399

Яґеллони:
- Владислав II Ягайло — 1387—1434
- Владислав III Варненчик — 1434—1444
- Казимир IV Ягеллончик — 1447—1492
- Ян I Ольбрахт 1492—1501
- Александр Ягеллончик 1501—1505
- Сигізмунд I Старий 1505—1548
- Сигізмунд II Август 1548—1572

Виборні королі Речі Посполитої:
- Генріх III Валуа 1573—1574
- Анна Ягеллонка 1575—1596
- Стефан Баторій 1576—1586
- Сигізмунд III Ваза 1587—1632
- Владислав IV Ваза, 1632—1648
- Ян II Казимир, 1648—1668
- Михайло I Вишневецький 1669—1673
- Ян III Собеський 1673—1696
- Август II Сильний, 1697—1704
- Станіслав I Лещинський 1704—1709
- Август II Сильний 1709—1733
- Станіслав I Лещинський 1733—1734
- Август III Фрідріх, 1734—1763

Яґеллони

Річ Посполита

- Станіслав II Август IV Понятовський 1764—1795, (відрікся)

## Правителі Угорщини - королі Галичини та Володимирії
- Людовик Угорський - титулярний король Галичини та Володимирії (1342-1370). Після смерті Казимира Великого успадкував польський і галицький трони (1370-1382). У 1372 році передав владу над Галичиною своєму наміснику — князю сілезькому Владиславу Опольчику (правив до 1378)
- Марія Угорська 1382–1395
- Сигізмунд Люксембург 1387—1437, титулярний король Галичини та Володимирії
- Матвій Корвін 1458-1490, титулярний король Галичини та Володимирії
- Владислав II Ягеллончик 1490-1516, титулярний король Галичини та Володимирії
- Людовик II Ягеллончик 1516-1526, титулярний король Галичини та Володимирії

## Габсбурги - титулярні королі Галичини та Володимирії
- Альбрехт II Габсбург 1437-1439
- Владислав Посмертний 1440-1457
- Фердинанд I Габсбург (1526—1564)

Герб Альбрехта ІІ

- Максиміліан II Габсбург (1563—1572)
- Рудольф II (1572—1608)
- Матвій Габсбург (1608—1619)
- Фердинанд II Габсбург (1618—1625)
- Фердинанд III Габсбург (1625—1647)
- Фердинанд IV Габсбург (1647—1654)
- Леопольд I Габсбург (1655—1687)
- Йосип I Габсбург (1687—1711)
- Карл VI Габсбург (1711—1740)
- Марія Терезія (1740—1772), в 1772 році приєднала Галичину до імперії Габсбурґів після першого поділу Речі Посполитої

## Габсбурги - королі Галичини та Володимирії

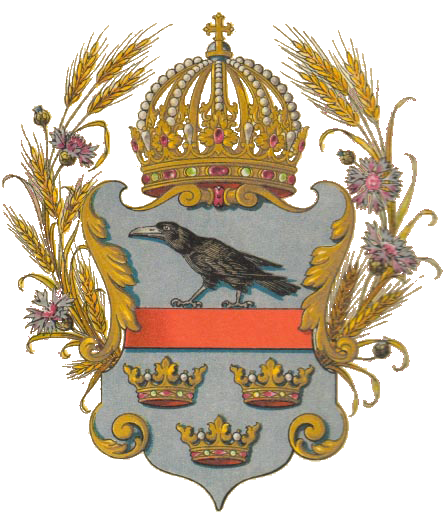
Королівство Галичини та Володимирії

- Імператори Священної Римської імперії 1772—1806; Імператори Австрійські (з 1867 — Австро-Угорські) 1804—1918
- Марія Терезія 1772—1780
- Йозеф ІІ 1780—1790
- Леопольд II 1790—1792
- Франц II 1792—1835
- Фердинанд I 1835—1848
- Франц Йозеф І 1848—1916
- Карл І 1916—1918
- Отто фон Габсбург - титулярний (1922—2007)
- Карл фон Габсбург - титулярний (з 2007)